# Ciça Fittipaldi
Maria Cecília Fittipaldi Vessani (São Paulo, 1 de outubro de 1952), mais conhecida como Ciça Fittipaldi, é uma ilustradora, escritora e artista gráfica brasileira.
É formada em Desenho e Plástica na Universidade de Brasília e professora da Universidade Federal de Goiás. Em 2014, venceu o Prêmio Jabuti com a ilustração do livro Naninquiá, a Moça Bonita.